# مشتول السوق (مركز)
مركز مشتول السوق، مركز إداري مصري. يقع في محافظة الشرقية الواقعة في جمهورية مصر العربية. القاعدة الإدارية للمركز هي مدينة مشتول السوق.
التاريخ:
عائلة الشاطر بمشتول السوق (أقدم واعرق العائلات في مشتول السوق وسكنت كفر السكارنه قبل انضمامها لمشتول السوق)